# Masbagik (onderdistrict)
Masbagik is een onderdistrict in Indonesië, gelegen op het eiland Lombok. 
Het onderdistrict is bekend vanwege de productie van potten. 